# Zygmunt Sadowski (chemik)
Zygmunt Sadowski (ur. 1947 we Wrocławiu) – polski chemik. Absolwent Uniwersytetu Wrocławskiego. Doktorat obronił w 1978, habilitację uzyskał w 1996 na UMCS w Lublinie. Od 2005 profesor na Wydziale Chemicznym Politechniki Wrocławskiej.
Wszedł w skład komitetu wspierającego kandydaturę Karola Nawrockiego na prezydenta RP w wyborach w 2025.